# Prix Zone franche
Pour les articles homonymes, voir Zone franche (homonymie).
Le prix Zone franche de la nouvelle est un prix littéraire français, décerné entre 2009 et 2013 par la ville de Bagneux, récompensant une nouvelle de science-fiction, fantasy ou fantastique. Sa particularité était de récompenser une œuvre paraissant sur un support non professionnel comme des fanzines, webzines ou sites internet.
Le prix était remis à l'occasion du festival Zone franche de la ville de Bagneux, jusqu'à la dernière édition du festival, en 2014,.
La sélection était anonymisée avant d'être remise au jury. Un même auteur pouvait donc avoir plusieurs nouvelles en lice pour le prix, ce qui permit à l'auteur Olivier Gechter d'être récompensé pour deux nouvelles parues la même année. La nouvelle lauréate était récompensée par le Bagneuzor, créé par Jamel Zeddam. Une somme équivalente était remise au lauréat et à l'association qui l'avait publié.

## Liste des lauréats
Source
- 2009 : Romain Lucazeau  pour La Femme, les cigarettes et le vaisseau spatial, in AOC n°9
- 2010 : Olivier Gechter pour Le Ferrovipathe, in AOC n°13 ex aequo avec lui-même pour La Route des pèlerins, in Itinéraires n°4
- 2011 : Anthony Boulanger pour Meurtre à Provins, in Mots & Légendes n°3

- 2012 : Patrick Ciaff pour James Day, in le webzine Ascadys

- Les autres nommés 2012 :
2e : Sensus de Nicolas Thomas dans le numéro 20 de Black mamba
3e : Mille et une portes de Phil Becker paru in AOC numéro 20
4e : Havre de Max Jeantty paru in l'AOC numéro 20
- 2013 : Éric Nieudan pour Minces Pies, in le fanzine Présences d'esprits